# Hopton Castle (slott)
Hopton Castle är ett slott i Storbritannien.   Det ligger i grevskapet Shropshire i riksdelen England, i den södra delen av landet, 210 km nordväst om huvudstaden London. Hopton Castle ligger 159 meter över havet.
Terrängen runt Hopton Castle är kuperad åt sydväst, men åt nordost är den platt.Runt Hopton Castle är det ganska tätbefolkat, med 93 invånare per kvadratkilometer. Närmaste större samhälle är Ludlow, 15,0 km öster om Hopton Castle. Trakten runt Hopton Castle består till största delen av jordbruksmark.